# 海城神社
海城神社是曾存在于中华民国、满洲国海城满铁附属地的日本神社。位于海城站东北方300余米之地:260。

## 概要
海城神社建立于1914年7月5日。祭神为明治天皇。神社位于公园内:200，有手水舍，但无社务所和玉垣。